# لوک کیج (مجموعه تلویزیونی)
لوک کیج مارول یا به اختصار لوک کیج (به انگلیسی: Marvel's Luke Cage) یک سریال اینترنتی آمریکایی در ژانر ابرقهرمانی است که توسط چئو کوداری کوکر، و بر اساس شخصیتی از مارول کامیکس به همین نام برای نتفلیکس ساخته شده‌است. این سری نیز در دنیای سینمایی مارول روایت می‌شود و به عنوان سومین مجموعه تلویزیونی در فهرست سریال‌های دنیای سینمایی مارول محسوب می‌شود که در نهایت به مینی‌سریال مدافعان ختم می‌شود. در این مجموعه بازیگرانی همچون مایک کولتر در نقش لوک کیج، ماهرشالا علی، تئو روسی، رزاریو داوسون و الفری وودارد ایفای نقش می‌کنند.
تمام قسمت‌های فصل اول برای نخستین بار در ۳۰ سپتامبر ۲۰۱۶ از طریق نتفلیکس در دسترس قرار گرفت، و همچنین نتفلیکس مجموعه را برای فصل دوم متشکل از سیزده قسمت تمدید کرد؛ که در ۲۲ ژوئن ۲۰۱۸ منتشر شد. در ۱۹ اکتبر ۲۰۱۸، نتفلیکس ساخت مجموعه را پس از دو فصل متوقف کرد.

## داستان
یک آزمایش خرابکارانه قدرت فوق‌العاده و پوستی نشکستنی به مردی به نام لوک کیج (مایک کولتر) می‌دهد، او در تلاش برای بازسازی زندگی خود در هارلم فراری می‌شود و به زودی باید با گذشته خود رو به رو شود و برای قلب شهر خود نبرد کند. کیج پس از پاک کردن نام خود، در هارلم به یک قهرمان و شخص معروف تبدیل می‌شود، اما فقط با تهدید جدیدی روبرو می‌شود که او را وادار به مقابله با مرز بین قهرمان و شرور می‌کند.

## بازیگران
- مایک کولتر در نقش لوک کیج:

به کارل لوکاس، مجرم سابق، قدرت فوق بشری و پوستی نشکستنی داده شد و اکنون با نام لوک کیج با جرم مبارزه می‌کند. کولتر شخصیت این سریال را متفاوت از آنچه قبلاً در جسیکا جونز مارول بازی کرده بود، به تصویر کشید و توضیح داد، «شما همیشه در مقابل همهٔ افراد اطرافتان که می‌شناسید یکسان نیستید … ممکن است لزوماً با همان روشی که با مادرتان رفتار می‌کنید با همسر و رئیس خود رفتار نکنید». این شخصیت از تکیه کلام اش <یعنی Sweet Christmas (کریسمس شیرین)> طبق کمیک‌ها در این سریال استفاده می‌کند، اما با مضایقه، شخصیت اغلب «به جای سکوت تأمل‌برانگیز» تصمیم می‌گیرد؛ آهنگساز اِدریان یان گفت: «او یک ابرقهرمان سیاه است، اما نوع دیگری از مرد آلفای (ستارهٔ اول) سیاه است. او یک پُرمدعا نیست. شما به ندرت یک شخصیت مرد سیاه‌پوست مدرن را می‌بینید که پُراحساس و باهوش باشد.» کولتر برای این نقش ۳۰ پوند (۱۴ کیلوگرم) عضله اضافه کرد. دیوید آستین و کلیفتن کاترری به ترتیب لوکاس نوجوان و جوان را به تصویر می‌کشند.
- ماهرشالا علی در نقش کاتنموث/کورنل استوکس:

صاحب کلوپ شبانه بهشت هارلم و پسر عموی ماریا دیلارد کسی است که مشغول کارهای غیرقانونی است. علی استوکس را «یک شرور از نوع پدرخوانده» توصیف کرد، در حالی که رئیس تلویزیون مارول جف لوب از او به عنوان «قهرمان دیگر داستان» یاد کرد که ادامه دهنده سنت شرورهای قبلی مارول نتفلیکس ویلسون فیسک و کیلگریو است. مجری برنامه چیو هوداری کوکر، روزنامه‌نگار سابق موسیقی، گفت که نگرش خواننده رپ بیگی اسمالز به ویژه در نسخه او از کاتنموث تأثیر پذیرفته‌است. علی با دانستن اینکه استوکس در اوایل سریال خواهد می‌میرد، این نقش را به عهده گرفت و گفت این تجربه «مانند فیلمبرداری یک فیلم بود ... من با مرگ یک شخصیت خودم را هیجان زده کردم
- سیمون میسیک در نقش مرسدس میستی نایت:
- تئو روسی در نقش هرنان شیدز آلوارز:
- اریک لاری هاروی در نقش دایموندبک (ویلیس استرایکر):
- رزاریو داوسون در نقش کلر تمپل:
- الفری وودارد در نقش ماریا دیلارد:
- گابریل دنیس در نقش تیلدا جانسون:
- مصطفی شاکر در نقش جان مک آیور/ بوشمستر:

## قسمت‌ها
| فصل | قسمت‌ها | قسمت‌ها | تاریخ اصلی پخش  | تاریخ اصلی پخش  |
| --- | ------ | ------ | --------------- | --------------- |
| ۱   | ۱۳     | ۱۳     | ۳۰ سپتامبر ۲۰۱۶ | ۳۰ سپتامبر ۲۰۱۶ |
| ۲   | ۱۳     | ۱۳     | ۲۲ ژوئن ۲۰۱۸    | ۲۲ ژوئن ۲۰۱۸    |

### فصل ۱ (۲۰۱۶)
| شم. کلی | شم. در فصل | عنوان                                             | کارگردان       | نویسنده                                | تاریخ پخش اصلی  |
| ------- | ---------- | ------------------------------------------------- | -------------- | -------------------------------------- | --------------- |
| ۱       | ۱          | «لحظهٔ حقیقت»                                      | پل مک‌گوگان     | Cheo Hodari Coker                      | ۳۰ سپتامبر ۲۰۱۶ |
| ۲       | ۲          | «کد خیابان‌ها»                                     | پل مک‌گوگان     | Cheo Hodari Coker                      | ۳۰ سپتامبر ۲۰۱۶ |
| ۳       | ۳          | «چه کسی می‌خواهد وزنه را بردارد؟»                  | گی‌یرمو نابارو  | Matt Owens                             | ۳۰ سپتامبر ۲۰۱۶ |
| ۴       | ۴          | «ورود به میدان»                                   | وینچنزو ناتالی | Charles Murray                         | ۳۰ سپتامبر ۲۰۱۶ |
| ۵       | ۵          | «تنها برای گرفتن آدم بیخود»                       | Marc Jobst     | Jason Horwitch                         | ۳۰ سپتامبر ۲۰۱۶ |
| ۶       | ۶          | «نادان‌ها نیاز به محافظ دارند»                     | Sam Miller     | Nathan Louis Jackson                   | ۳۰ سپتامبر ۲۰۱۶ |
| ۷       | ۷          | «بیانیه»                                          | اندی گدارد     | Akela Cooper                           | ۳۰ سپتامبر ۲۰۱۶ |
| ۸       | ۸          | «انفجار نقطه»                                     | Magnus Martens | Aïda Mashaka Croal                     | ۳۰ سپتامبر ۲۰۱۶ |
| ۹       | ۹          | «کاری را که می‌توانی انجام بدهی انجام بده (DWYCK)» | تام شینکلند    | Christian Taylor                       | ۳۰ سپتامبر ۲۰۱۶ |
| ۱۰      | ۱۰         | «آن را شخصی بگیر»                                 | استیون سرجیک   | Jason Horwitch                         | ۳۰ سپتامبر ۲۰۱۶ |
| ۱۱      | ۱۱         | «حالا تو مال منی»                                 | جورج تیلمن     | Christian Taylor                       | ۳۰ سپتامبر ۲۰۱۶ |
| ۱۲      | ۱۲         | «زمزمهٔ آشوب»                                      | فیل آبراهام    | Akela Cooper & Charles Murray          | ۳۰ سپتامبر ۲۰۱۶ |
| ۱۳      | ۱۳         | «تو تیپ ساده من رو می‌شناسی»                       | کلارک جانسون   | Aïda Mashaka Croal & Cheo Hodari Coker | ۳۰ سپتامبر ۲۰۱۶ |

### فصل ۲ (۲۰۱۸)
| شم. کلی | شم. در فصل | عنوان                               | کارگردان              | نویسنده                                 | تاریخ پخش اصلی |
| ------- | ---------- | ----------------------------------- | --------------------- | --------------------------------------- | -------------- |
| ۱۴      | ۱          | «برادر معنوی #۱»                    | لوسی لیو              | Cheo Hodari Coker                       | ۲۲ ژوئن ۲۰۱۸   |
| ۱۵      | ۲          | «راست و ریستش کن»                   | Steph Green           | Akela Cooper                            | ۲۲ ژوئن ۲۰۱۸   |
| ۱۶      | ۳          | «کنترل خود را از دست دادن»          | Marc Jobst            | Matt Owens                              | ۲۲ ژوئن ۲۰۱۸   |
| ۱۷      | ۴          | «من عصبی می‌شوم»                     | سالی ریچاردسن         | Matthew Lopes                           | ۲۲ ژوئن ۲۰۱۸   |
| ۱۸      | ۵          | «All Souled Out»                    | کیسی لمونز            | Ian Stokes                              | ۲۲ ژوئن ۲۰۱۸   |
| ۱۹      | ۶          | «زیرزمین»                           | Millicent Shelton     | Aïda Mashaka Croal                      | ۲۲ ژوئن ۲۰۱۸   |
| ۲۰      | ۷          | «بی‌وقفه»                            | Rashaad Ernesto Green | Nicole Mirante Matthews                 | ۲۲ ژوئن ۲۰۱۸   |
| ۲۱      | ۸          | «If It Ain't Rough, It Ain't Right» | Neema Barnette        | Nathan Louis Jackson                    | ۲۲ ژوئن ۲۰۱۸   |
| ۲۲      | ۹          | «For Pete's Sake»                   | کلارک جانسون          | Matt Owens & Ian Stokes                 | ۲۲ ژوئن ۲۰۱۸   |
| ۲۳      | ۱۰         | «عنصر اصلی»                         | اندی گدارد            | Akela Cooper                            | ۲۲ ژوئن ۲۰۱۸   |
| ۲۴      | ۱۱         | «سازنده»                            | استیون سرجیک          | Nicole Mirante Matthews & Matthew Lopes | ۲۲ ژوئن ۲۰۱۸   |
| ۲۵      | ۱۲         | «Can't Front On Me»                 | Evarado Gout          | Aïda Mashaka Croal                      | ۲۲ ژوئن ۲۰۱۸   |
| ۲۶      | ۱۳         | «آنها بیش از تو بخاطر می‌آورند»      | Alex Garcia Lopez     | Cheo Hodari Coker                       | ۲۲ ژوئن ۲۰۱۸   |